# Prunus brachypoda
Prunus brachypoda är en rosväxtart som beskrevs av Alexander Feodorowicz Batalin. Prunus brachypoda ingår i släktet prunusar, och familjen rosväxter. Utöver nominatformen finns också underarten P. b. microdonta.